# تریس(هیدروکسی‌متیل)آمینومتان
ماده تریس در امر تحقیق و توسعه و در آزمایشگاه شیمی آلی به منظور حلال بافری و جهت آماده‌سازی بافر

کروماتوگرافی به کار می‌رود. 
تریس (به انگلیسی: Tris) یا تریس (هیدروکسی‌متیل) آمینومتان یا در مصارف آزمایشگاهی به عنوان حلال بافری شناخته می‌شود، یک ترکیب آلی با فرمول شیمیایی NH2C(CH2OH)3 است. این ماده به‌طور گسترده در بیوشیمی و زیست‌شناسی مولکولی به عنوان جزئی از محلول‌های بافری مثلاً در بافرهای TAE و TBE و به‌طور خاص برای محلول‌های اسیدهای آلی مورد استفاده قرار می‌گیرد. در تحقیقات آزمایشگاهی از تریس به عنوان یک ترکیب مفید آزمایشی استفاده می‌شود، که به عنوان یک بافر برای فرایند کنترل تبادل یونی در شرایط خاص کاربرد دارد.